# Saint-Yrieix-la-Perche
 Saint-Yrieix-la-Perche  (en occitano Sent Iriès) es una población y comuna francesa, situada en la región de Nueva Aquitania, departamento de Alto Vienne, en el distrito de Limoges. Es el chef-lieu del cantón de Saint-Yrieix-la-Perche.

## Demografía
| 7021 | 6816 | 7116 | 7342 | 7558 | 7251 | 6969 |
| Para los censos de 1962 a 1999 la población legal corresponde a la población sin duplicidades (Fuente: INSEE [Consultar]) |      |      |      |      |      |      |